# ポール・マクリーシュ
ポール・マクリーシュ（Paul McCreesh, 1960年5月24日 - ）は、イギリスの指揮者。
ロンドンの生まれ。マンチェスター大学で学ぶ。1982年ガブリエリ・コンソート&プレイヤーズを設立。レパートリーはルネサンス音楽やバロック音楽が中心だが、近年ハイドンやモーツァルトなどの古典派の音楽も積極的に取り組んでいる。またモダン・オーケストラへの客演も行っている。アルヒーフ・レーベルにハイドンの「天地創造」、モンテヴェルディの「聖母マリアの夕べの祈り」、バッハの「マタイ受難曲」など、数点の録音も存在する。